# یکه‌سالاری
یکه‌سالاری
 یا خودسالاری یا اُتوکراسی (به فرانسوی: Autocratie) (از یونانی) شکلی از حکومت اقتدارگرا که در آن، فرمانروا آشکارا بر راس سلسله مراتب اداری تفوق دارد، بدون قانون‌ها یا سنت‌هایی که قدرت و توان رهبری را محدود کنند، همراه با قدرت بی‌حد و حصر فرمان‌روا (اتوکرات، خودسالار) در عمل. مبنای یکه‌سالاری می‌تواند وفاداری یا ترس شهروندان از مکافات باشد. یکه‌سالار می‌تواند قدرت خود را بر پایه قراردادها یا ترادادهای اجتماعی به دست آورده باشد که در این صورت اتوکراسی از نوع مشروع است یا آن را به زور به چنگ آورده باشد که دیکتاتوری است. سلطنت‌های مطلقه ، جمهوری اسلامی در ایران و امارت اسلامی طالبان در افغانستان از گونه‌های خودسالاری اند.

شاخص دموکراسی اکونومیست ۲۰۲۲: رژیم های استبدادی با رنگ‌های نارنجی و قرمز مشخص شده‌اند.

باید توجه داشت که اگرچه مفهوم‌های خودسالاری، تمامیت‌خواهی، خودکامگی، استبداد، حکومت مطلقه و جباریت، مترادف‌اند و در متون و گفتار بیشتر به یک معنا به کار می‌روند؛ اما در دانش سیاست هم‌معنا نبوده و تعریف‌های جداگانه دارند.

## ریشه شناسی واژه
اتوکراسی نیز همانند بسیاری از دیگر واژگان هنری، سیاسی، تاریخی، اجتماعی و... مانند تراژدی، دیپلماسی، دموکراسی و... از زبان یونانی باستان می‌آید.
این واژه از دو بخش ساخته شده است: اتو به معنی «خود» و کراسی بمعنی «حکومت».

رژیم‌های سیاسی دنیا، ۲۰۲۳
دمکراسی آزاد
دمکراسی انتخابی
یکه سالاری انتخابی
یکه سالاری مطلق

| دمکراسی آزاد دمکراسی انتخابی یکه سالاری انتخابی یکه سالاری مطلق |

## جهان اسلام
اکثر کشورهای جهان اسلام آمار پایینی در مردم‌سالاری و آمار بالایی در استبداد، تمامیت‌خواهی، یکه‌سالاری و خودکامگی دارند.